# Nicholas Singer
Nicholas Shaker Singer (Monrovia, 1985) is een Nederlands-Liberiaanse danser. Hij is bekend van dansprogramma's zoals: Dream School, Kids are Dancing en So You Think You Can Dance.
Hij heeft ook een aantal dansscholen waaronder Global Dance Centre die hij in oktober 2009 opende. Hij deed dansklussen voor merken zoals Nike in Los Angeles. In Nederland vroeg MTV hem choreografie te maken voor de popgroep Zirkus Zirkus.

## Jeugd
Na een bewogen jeugd in het West-Afrikaanse Liberia verhuisde Singer toen hij vier jaar was naar Amsterdam. Hij groeide op als de oudste zoon van een alleenstaande moeder en raakte dus op jonge leeftijd gewend aan het nemen van verantwoordelijkheid. Singer had toen al een grote droom: danser worden. Hij begon op zijn elfde met stijldansen, hier stopte hij na een jaar weer mee.
Toen Nicholas dertien jaar was, richtte hij met een paar vrienden een streetdancegroep op: The Ultimate Connexxion. Samen trainden ze veel en leerden de basisprincipes van het streetdance. Twee jaar later belandde Nicholas op een echte dansschool, hij ging hier hiphoplessen volgen. Zijn leraar zag dat hij aandacht en ambitie had en bracht hem in contact met de professionele danswereld. Al snel danste Nicholas in voorprogramma’s van nationaal en internationaal bekende artiesten als Gio, Beyoncé, The PussycatDolls en Mary J. Blige.